# Comita Spanu
Comita Spanu (Gallura, ... – ...; fl. XII secolo) fu Giudice di Gallura dal 1133 al 1146 circa, probabilmente era figlio e successore di Costantino II di Gallura.
Attorno all'anno 1130 Comita, assieme agli altri Giudici Gonario II di Torres e Costantino I di Arborea, fece giuramento di omaggio all'Arcidiocesi di Pisa. Di nuovo, nel 1132, Comita fu presente ad Ardara, il palazzo giudicale di Logudoro, per porre omaggio a Ruggero Arcivescovo di Pisa. Questo atto aiutò a stabilire per un certo periodo la supremazia Logodurese nell'isola, grazie anche all'appoggio Pisano.
Comita ebbe cinque figli:
- Costantino, che dopo il matrimonio con Anna, figlia di Barisone I di Arborea dal 1199 agì quale Giudice di Arborea.
- Maria (morta circa nel 1173)
- Comita (morto dopo il 1185)
- Elena (morta circa nel 1159)
- Furat